# Microcharmidae
Die Microcharmidae sind eine kleine Familie der Skorpione (Scorpiones) mit nur 15 Arten in zwei Gattungen. Diese Familie von sehr kleinen Skorpione wird manchmal mit der der Familie Buthidae synonymisiert.

## Merkmale
Microcharmidae erreichen eine Gesamtlänge von 8 bis 18 mm. In der Regel sind drei Paare Seitenaugen vorhanden (in einem Fall nur zwei Paare).

## Verbreitung und Lebensraum
Die Arten der Microcharmidae kommen in Afrika vor, insbesondere in der Demokratischen Republik Kongo und auf Madagaskar, wo sie die Laubstreu der tropischen Regenwälder bewohnen.

## Systematik
Microcharmidae ist eine kleine Familie der Skorpione. Bis 2006 waren sechs Arten in der Gattung Microcharmus beschrieben, Neoprotobuthus und Ankaranocharmus galten als monotypisch. 2006 wurden von Lourenço, Goodman und Fisher acht neue Arten beschrieben und die frühere dritte Gattung Ankaranocharmus mit Microcharmus synonymisiert.
2008 schlugen Volschenk, Mattoni und Prendini, sie sehen die mesosomale Anatomie der beiden Familien als konsistent, Microcharmidae als neues Synonym für die Familie Buthidae vor. Lourenço folgt dem nicht und sieht „diese polemische Frage offen zur Diskussion“.
Die Familie Microcharmidae umfasst nach „The Scorpion Files“ die folgenden Arten:
- Microcharmus Lourenço, 1995
  - Microcharmus bemaraha Lourenço, Goodman & Fisher, 2006
  - Microcharmus cloudsleythompsoni Lourenço, 1995
  - Microcharmus confluenciatus Lourenço, Goodman & Fisher, 2006
  - Microcharmus  duhemi Lourenço, Goodman & Fisher, 2006
  - Microcharmus fisheri Lourenço, 1998
  - Microcharmus hauseri Lourenço, 1996
  - Microcharmus jussarae Lourenço, 1996
  - Microcharmus maculatus Lourenço, 1996
  - Microcharmus madagascariensis Lourenço, 1999
  - Microcharmus pauliani Lourenço, 2004
  - Microcharmus sabineae Lourenço, 1996
  - Microcharmus variegatus Lourenço, Goodman & Fisher, 2006
  - Microcharmus violaceous Lourenço, Goodman & Fisher, 2006
- Neoprotobuthus Lourenço, 2000
  - Neoprotobuthus intermedius Lourenço, 2000